# Medalha Weyprecht
A Medalha Weyprecht (em alemão:  Weyprecht-Medaille) é concedida pela Sociedade Alemã de Pesquisa Polar em intervalos irregulares por notáveis realizações científicas nas regiões polares.
O prêmio leva o nome de Carl Weyprecht, que liderou a Expedição austro-húngara ao Polo Norte junto com Julius von Payer, que levou dentre outros à descoberta da Terra de Francisco José.

## Recipientes
- 1967: Paul-Émile Victor[1]
- 1969: Bernhard Brockamp
- 1971: Fritz Loewe
- 1978: Julius Büdel
- 1991: Gotthilf Hempel
- 1998: Dietrich Möller
- 2001: Bernhard Stauffer
- 2003: Karl Hinz
- 2008: Hubert Miller
- 2010: Leonid Alexandrowitsch Timochow
- 2013: Reinhard Dietrich
- 2015: Dieter Fütterer
- 2018: Hartwig Gernandt[2]